# هورست بيرتل
هورست بيرتل (بالألمانية: Horst Bertl)‏ مواليد 24 مارس 1947

 هو لاعب كرة القدم ألماني سابق كان يلعب في مركز الهجوم.

## مسيرته
بدأ حياته الكروية في الدوري الألماني مع هانوفر 96. عام 1972 انتقل إلى بوروسيا دورتموند، وفي عام 1974 انتقل إلى نادي هامبورغ، والذي كان له معهم أعظم الإنجازات؛ احتفل مع هامبورغ عام 1976 في الدوري وفاز في كأس ألمانيا، وفي عام 1977 فاز في كأس الاتحاد الأوروبي وكأس الكؤوس وعام 1979 فاز في بطولة ألمانيا. وفي موسم 1979/80 أكمل مسيرته مع هيوستن هوريكين في الدوري الأمريكي الشمالي لكرة القدم.

## نادي نظرة عامة
- بريمرهافن 93 (1969-1970)
- هانوفر 96 (1970-1972)
- بوروسيا دورتموند (1972-1974)
- نادي هامبورغ (1974-1979)
- هيوستن هوريكين (الولايات المتحدة) (1979-1980)

## روابط خارجية
- هورست بيرتل على موقع الاتحاد الأوربي (الإنجليزية)
- هورست بيرتل على موقع قاعدة بيانات كرة القدم.إي يو (الإنجليزية)
- هورست بيرتل على موقع بيانات كرة القدم. دي إي (الألمانية)
- هورست بيرتل على موقع عالم كرة القدم.نت (الإنجليزية)